# Шатле (станція метро)
48°51′31″ пн. ш. 2°20′50″ сх. д. / 48.858519522442° пн. ш. 2.3471194010479° сх. д.
Шатле (фр. Châtelet) — один із найбільших пересадних вузлів Паризького метрополітену, розташований в історичному центрі Парижа. 
Разом із станцією RER «Шатле — Ле-Аль» та сусідньою на 4 лінії станцією «Ле-Аль» утворює один із найбільших підземних пересадних вузлів швидкісного позавуличного транспорту в Європі.
Також вузол примітний тим, що ним сходяться чотири з п'яти ліній Паризького метрополітену на шинному ходу (крім лінії 6).

## Опис
П'ять залів станції умовно поділяють на дві частини, сполучні довгим коридором:
- Зали ліній 7 та 11 розташовуються під площею Шатле.
- Зали ліній 1, 4 та 14 розташовуються під Рю-Сен-Дені та Рю-де-Ріволі.

Пересадний вузол сполучений довгим підземним коридором з південним торцем станції RER «Шатле-Ле Аль», північний торець якої має перехід на станцію 4 лінії «Ле-Аль». Відстань від найвіддаленіших кінців платформ лінії 7 і станції RER становить близько 750 м.

## Історія
Першим у пересадному вузлі відкрито зал станції на лінії 1, відкриття відбулося 6 серпня 1900 року, за три тижні після відкриття першої пускової дільниці цієї лінії («Порт-де-Венсен» - «Порт-Майо».
- 21 квітня 1908 року відкрито зал станції лінії 4 у складі пускової дільниці «Порт-де-Кліньянкур» — «Шатле», що залишалася кінцевою станцією лінії 4 до відкриття дільниці під Сеною 9 січня 1910 року, що продовжила лінію до станції «Распай».
- Зал лінії 7 спочатку відкрито 16 квітня 1926 року у складі пускової дільниці «Пале-Руаяль— Мюзе-дю-Лувр»— «Пон-Марі» під назвою «Пон Нотр-Дам— Пон про Чендж», тоді ще без переходу на «Шатлі» ». 15 квітня 1934 року перехід було відкрито, і зал лінії 7 було перейменовано під назву пересадного вузла. 28 квітня 1935 року відкрилася перша пускова ділянка лінії 11 (Шатле - «Порт де Ліла»), зал розмістився між залами ліній 1 і 7.
- 9 грудня 1977 року пересадний вузол RER «Шатле — Ле-Аль», що відкрився, був сполучений з метрополітеном переходом.
- Найновішим залом станції є зал лінії 14, розташований між залами ліній 1 і 4. Його відкрито 15 жовтня 1998 року у складі першої пускової дільниці «Мадлен» — «Бібліотек-Франсуа-Міттеран».
- 7—8 березня 2009 року платформи лінії 1 зазнали оновлення через запровадження на лінії на автоматичного керування, було встановлено автоматичні платформні ворота.
- З березня по грудень 2019 року зал лінії 11 тимчасово закрито через реновацією та підготовкою до продовження лінії 11 (за офіційними даними), що може бути пов'язане з подовженням тупика у західній горловині станції[9]

Пасажиропотік пересадного вузла на вході 2009 року оцінювався в 14,4 мільйона осіб.. У 2011 році до всіх залів пересадного вузла увійшли 14440964 пасажирів. В 2013 році цей показник знизився до 13929657 осіб, але з цим показником пересадний вузол є у першій десятці станцій Паризького метро за рівнем вхідного пасажиропотоку.

## Етимологія назви
Станція названа за площею Пляс-дю-Шатле, що названа за колишньою фортецею Гранд-Шатле, знесеною в 1802 за наказом Наполеона I Бонапарта в 1802 році. Також «Шатле» є французьким медієвістським терміном.

## Конструкція та оформлення
Більшість залів у пересадочному вузлі побудовано за типовим паризьким проектом, що застосовувався до 1952 року — односклепінні станції мілкого закладення з береговими платформами. Зал лінії 11 дещо відрізняється тим, що має острівну та берегову платформи та три колії (через те що станція тупикова). Зал лінії 14 побудований за модифікованим для цієї лінії спецпроектом: склепіння спирається на вертикальні стіни, а колії відокремлені від платформи платформними розсувними дверима — через автоматичний режим роботи лінії.

## Пересадки
На автобуси: 21, 38, 47, 58, 67, 69, 70, 72, 74, 75, 76, 85, 96 та  N11, N12, N13, N14, N15, N16, N21, N22, N23, N24, N122, N144 and N145
| Попередня станція | Лінія | Лінія                          | Лінія | Наступна станція |
| ----------------- | ----- | ------------------------------ | ----- | ---------------- |
| Лувр — Ріволі     |       | Паризький метрополітен Лінія 1 |       | Отель-де-Віль    |
| Ле-Аль            |       | Паризький метрополітен Лінія 4 |       | Сіте             |
| Пон-Ньоф          |       | Паризький метрополітен Лінія 7 |       | Пон-Марі         |
| Кінцева           |       | Паризький метрополітен Лінія11 |       | Отель-де-Віль    |
| Отель-де-Віль     |       | Паризький метрополітен Лінія14 |       | Отель-де-Віль    |